# Хроника Холодной войны (1962 год)
Хронология Холодной войны
- 1943
- 1944
- 1945
- 1946
- 1947
- 1948
- 1949
- 1950
- 1951
- 1952
- 1953
- 1954
- 1955
- 1956
- 1957
- 1958
- 1959
- 1960
- 1961
- 1962
- 1963
- 1964
- 1965
- 1966
- 1967
- 1968
- 1969
- 1970
- 1971
- 1972
- 1973
- 1974
- 1975
- 1976
- 1977
- 1978
- 1979
- 1980
- 1981
- 1982
- 1983
- 1984
- 1985
- 1986
- 1987
- 1988
- 1989
- 1990
- 1991

- 15 января: Индонезийские вооружённые силы начинают высадку на заморскую территорию Нидерландов в западной части Новой Гвинеи в рамках операции «Трикора», второй и последней конфронтации между Индонезией и Нидерландами по вопросу статуса бывших голландских колоний.
- 10 февраля: Сбитого американского лётчика Фрэнсиса Гэри Пауэрса обменивают на провалившегося советского разведчика полковника Рудольфа Абеля.
- 20 февраля: Джон Гленн запускается в космос на борту «Френдшип-7», став первым американцем, вышедшим на орбиту Земли. Несмотря на многочисленные задержки самого запуска, полёт прошёл успешно.
- 1 июля: Руанда и Бурунди становятся независимыми от Бельгии.
- 20 июля: Международным соглашением установлена нейтрализация Лаоса, но Северный Вьетнам отказывается вывести своих военных.
- 2 августа: Ямайка получает независимость от Великобритании.
- 27 августа: «Маринер-2» запускается для орбитального облёта Венеры.
- 31 августа: Тринидад и Тобаго получает независимость от Великобритании.
- 8 сентября: Китай заявляет претензии на многочисленные приграничные районы Индии в районе Гималаев, китайские войска атакуют Индию, начинается Гималайская война.
- 26 сентября: Между партизанами Мутаваккилитского королевства и сторонниками Йеменской Арабской Республики начинается гражданская война в Северном Йемене.
- 9 октября: Уганда становится независимой от Великобритании в соответствии со статусом Содружества.
- 16 октября: Кубинский ракетный кризис: СССР тайно размещает военные базы, включая ядерное оружие, на Кубе, примерно в пределах стомильной зоны от материковой части США. Президент США Джон Кеннеди приказывает ввести «карантин» (морскую блокаду) острова, что усугубляет кризис и ставит США и СССР на грань ядерной войны. В итоге обе стороны приходят к компромиссу. Советы отступают и соглашаются вывести свои ядерные ракеты с Кубы в обмен на секретное соглашение с Кеннеди, в котором он обещает вывести аналогичные американские ракеты из Турции и Италии и гарантирует, что США не будут выступать против режима Кастро.
- 1 ноября: Советский Союз успешно запускает «Марс-1» с намерением облететь Марс.
- 21 ноября: Прекращение Гималайской войны. Китай занимает небольшую полосу индийской территории, известную как Аксай-Чин.
- 14 декабря: «Маринер-2» достигает Венеры, став первым космическим аппаратом США, достигшим Венеры и другой планеты.